# Schijf (Noord-Brabant)

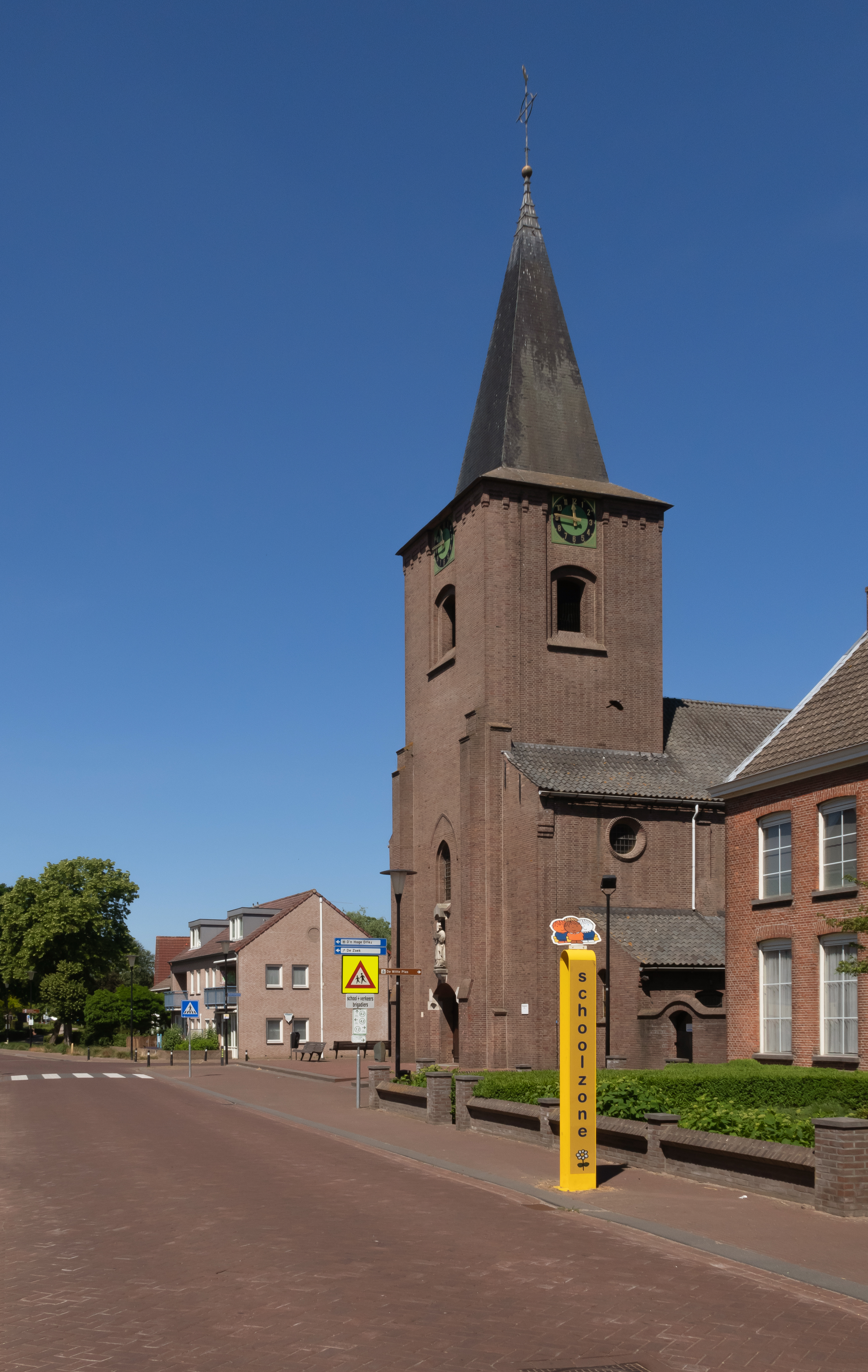
Sint Martinuskerk

Schijf (Brabants: ut Schèf) is een dorp in de gemeente Rucphen in de Nederlandse provincie Noord-Brabant. Op 1 januari 2023 had het dorp 1.785 inwoners (CBS). Tot 1997 was het dorp verdeeld over twee gemeenten: het grootste deel lag in de gemeente Rucphen, het overige deel in de gemeente Zundert. Bij herindeling per 1 januari 1997 is het Zundertse deel van Schijf overgegaan naar Rucphen.  

## Toponymie
De naam is afkomstig van Swerte Scive: zwarte schijf, hetgeen gestoken turf was die uit de veengebieden van het huidige Schijf gewonnen werd. Het betrof turf van hoge kwaliteit die in dunne plakken werd uitgestoken en daarna aangestampt, zodat ze op schijven leek. Swerter scive werd uitgesproken als Swert Schijf, wat later 'Het Schijf' is geworden. Zo wordt het dorp door de lokale bevolking nog steeds genoemd.

## Geschiedenis
Deze zwarte heuvel, met een hoogte van 16,5 meter boven N.A.P., was onderdeel van een groot moergebied, dat  met de deling tussen het Markiezaat van Bergen op Zoom en de Baronie van Breda in 1287 in twee stukken werd verdeeld. Het deel behorend bij het Markiezaat, waar de zwarte heuvel onder viel, werd in 1357 verkocht  door de toenmalige eigenaren Hendrik van Boutershem en Marie van Merkshem (Merksem, Merxheim), heer en vrouwe van de heerlijkheid van Bergen op Zoom.  De nieuwe eigenaren verpachtten het op hun beurt aan commerciële turfgravers en zo kwam de moernering op gang. Onmiddellijk ten oosten van Schijf werd in 1290 een kaarsrechte grens getrokken, die ook tegenwoordig nog de grens vormt tussen de gemeenten Rucphen en Zundert en ze is ook in het wegenpatroon duidelijk herkenbaar: onder meer de Zoekse Dijk loopt erlangs. Dit was de door de Schout van Antwerpen afgepaalde grens tussen de heerlijkheden Breda en Bergen op Zoom. Zo ligt aan de Zundertse kant het gebied Zundertse Schijf.

### De moernering
Voor de ontginning werden arbeiders ingehuurd, veelal afkomstig uit Vlaanderen. Voordat het eigenlijke ontginningswerk kon beginnen moest het gebied eerst worden ontwaterd, en werden er sloten en vaarten aangelegd waarlangs de turf kon worden afgevoerd. Begin 15e eeuw werd de hoofdvaart gegraven, die via Rucphen naar Oudenbosch liep. De moer werd op het juiste formaat uitgestoken, aan de rand van de afgraving te drogen gelegd en vervolgens gestapeld en afgedekt om verder te drogen. Het heette dan turf. Het formaat van de turfjes was veel kleiner dan wat nu nog met name in Drenthe gestoken wordt, namelijk ongeveer een kubieke decimeter na het drogen. Dit vergemakkelijkte het transport per boot of kar. De turf werd gewoonlijk op houten schuiten, ‘vletten’ genaamd, over de turfvaart (in Schijf Vlettevaart genaamd) naar Oudenbosch en later ook naar Roosendaal vervoerd, en vandaar verder het land in.

### Ontstaan van het dorp
De zandbodem die overbleef na afgraven van het veen werd vruchtbaar gemaakt met de mest die de turfschepen op hun terugreis  meebrachten.  Zo werd het interessant voor boeren om zich hier te vestigen, en ontstond het gehucht Schijf. Toen de ’zwarte schijf’ ten zuiden van het huidige dorp was afgegraven bleef er een groot ven over, bekend als de Oude Zoek. Dit werd rond 1850 ingepolderd en als landbouwgrond in gebruik genomen. 
[Veel van de bovenstaande informatie is afkomstig uit het boek Verdwenen Venen van K.A.H.W. Leenders (2013)]
In 1556 werd de Sint-Antoniuskapel gebouwd, welke later is gesloopt. In 1810 had Schijf ongeveer 240 inwoners. In 1882 werd Schijf een afzonderlijke parochie die afgesplitst werd van die van Rucphen. In 1940 kwam de nieuwe, huidige, kerk gereed. In 1887 kwam er ook een school in het dorp.
Tijdens de Eerste Wereldoorlog werden er ongeveer 700 vluchtelingen uit België gehuisvest in Schijf.

## Bezienswaardigheden
- De Sint-Martinuskerk aan de Sint-Antoniusstraat 44 is een bescheiden bakstenen kerkgebouw uit 1940.
- Het Jachthuis in de Rucphense Bossen, aan Hoeksestraat 28, is een landhuis in deels traditionalistische, deels expressionistische en deels Um 1800 stijl. Het werd ontworpen door Max Winders in opdracht van de familie Carlier.

## Natuur en landschap
Als restanten van vroeger vindt men in de Oude Zoek nog het Moergat en de Zoekse Loop.
Naar het noordoosten toe vindt men de Schijfse Vaart, een oude turfvaart naar Roosendaal.
Ten oosten van Schijf ligt, op enige afstand, de Lange Maten en De Moeren. In het zuiden de Oude Buisse Heide.
Direct ten westen van het dorp beginnen de Rucphense Bossen, die samen met de Rucphense Heide een uitgestrekt aaneengesloten bos- en natuurgebied vormen. 73 ha hiervan wordt als waterwingebied gebruikt.

## Evenementen
Carnaval, kermis met braderie, bloemencorso (Zundert).

## Verenigingen
- Heemkundekring Swerter Scive
- Schutters-verenigingen van Schijf
- Touwtrekkers van Jagersrust
- Muziekvereniging Kunst Na Arbeid (fanfare, slagwerk en majorettes)
- Voetbalvereniging R.K.V.V. Schijf
- Buurtschap Schijf
- t Schijfs toneel
- Zanggroep'T Schijfke
- Majorettevereniging Dreamflash Schijf
- carnavalsvereniging De Torensjouwers
- KBO St Martinus Schijf

## Voorzieningen
- Gemeenschapshuis D’n Hoge Dries.
- Dalton Basisschool De Vindplaats, voorheen de Martinusschool. Leerlingen wonnen een uitvinderswedstrijd in april 2012.[4]

## Verkeer en vervoer
Schijf is bereikbaar vanaf de A58 via de N638. Openbaar vervoer is er via de buslijn 220, van Klein Zundert naar Roosendaal via Achtmaal van Arriva.

## Nabijgelegen kernen
Achtmaal, Essen, Horendonk, Klein-Zundert, Nispen, Roosendaal en Rucphen.